# علی‌محمد خراسانی

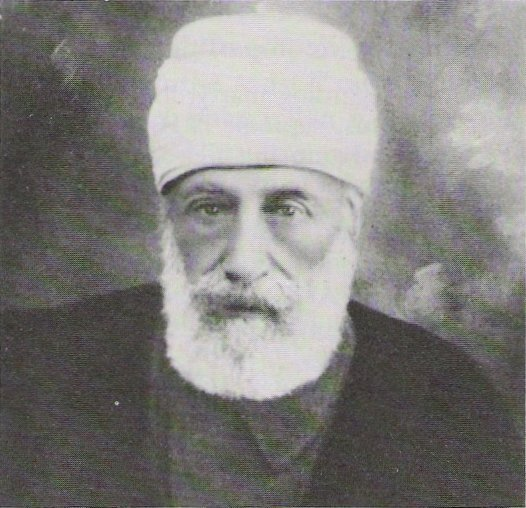
میرزا علی‌محمد خراسانی

میرزا علی‌محمد خراسانی، معروف به «ابن اصدق» و «شهید بن شهید»، فرزند ملا صادق مقدس خراسانی بود.
وی نویسنده، یکی از مبلغان پیشین دین اسلام و نیز جزو ۱۹ حواری حسین‌علی نوری (نخستین پیروان بهاءالله) بود. که سرانجام، خود نیز مانند پدرش به دلیل بهائی بودن، کشته شد.